# Patrick Gale
Patrick Evelyn Hugh Sadler Gale (Ilha de Wight, 31 de janeiro de 1962) é um romancista britânico. Ele ganhou um Emmy pela minissérie Man in an Orange Shirt (2017).

## Carreira
Seus dois primeiros romances, The Aerodynamics of Pork e Ease, foram publicados em 1985. Em 2017, estreou como roteirista da minissérie Man in an Orange Shirt da BBC. O programa ganhou o Emmy Internacional de 2018 de Melhor Minissérie.
Seu romance Rough Music, de 2000, é o mais amplamente divulgado de seus livros de acordo com o WorldCat. Patrick também é diretor artístico do North Cornwall Book Festival, que ajudou a fundar. Ele é patrono do Charles Causley Trust, do Penzance LitFest e da Literatura Works.

## Trabalhos
- The Aerodynamics of Pork (1985)
- Ease (1985)
- Kansas in August (1987)
- Facing the Tank (1988)
- Little Bits of Baby (1989)
- The Cat Sanctuary (1990)
- Caesar's Wife (1991) – novela contida na coleção Vidas Secretas, juntamente com obras de Tom Wakefield e Francis King
- The Facts of Life (1996)
- Dangerous Pleasures (1996) – contos
- Tree Surgery for Beginners (1999)
- Rough Music (2000)
- A Sweet Obscurity (2003)
- Friendly Fire (2005)
- Notes from an Exhibition (2007)
- The Whole Day Through (2009)
- Gentleman's Relish (2009) – contos
- A Perfectly Good Man (2012)
- A Place Called Winter (2015)
- Take Nothing With You (2018)
- Mother’s Boy (2022)